# Psyllobetina
Psyllobetina is een geslacht van schietmotten van de familie Hydrobiosidae.

## Soorten
- P. attunga A Neboiss, 1962
- P. cumberlandica A Neboiss, 1962
- P. locula A Neboiss, 1962
- P. perkinsi A Neboiss, 1962
- P. plutonis Banks, 1939